# Tommaso Salvini
Pour les articles homonymes, voir Salvini.
Tommaso Salvini (né à Milan le 1er janvier 1829, mort à Florence le 31 décembre 1915) est un acteur de théâtre italien.
Salvini a connu une carrière internationale, avec de très grands succès. Son rôle principal est celui d'Othello, qu'il incarne de manière si convaincante et imposante qu'il joue toujours le rôle en italien, même lorsque le reste de la troupe joue dans une autre langue. C'est en particulier lors de ses deux dernières tournées aux États-Unis, en 1885 et 1889. Le quotidien new-yorkais World écrit d'ailleurs à son sujet, le 27 octobre 1885 : « eut-il parlé grec ou choctaw, c'eut été la même chose. Il a ce quelque chose d'universel qui fait qu'il serait resté muet et se serait contenté de jouer, son auditoire aurait eu du mal à ne pas comprendre, tant il dépeint fidèlement les instincts et les actes humains ».
Son fils Alessandro Salvini a également connu une carrière importante au théâtre.